# Vinohrady (Bratislava)

Poloha katastrálního území Vinohrady

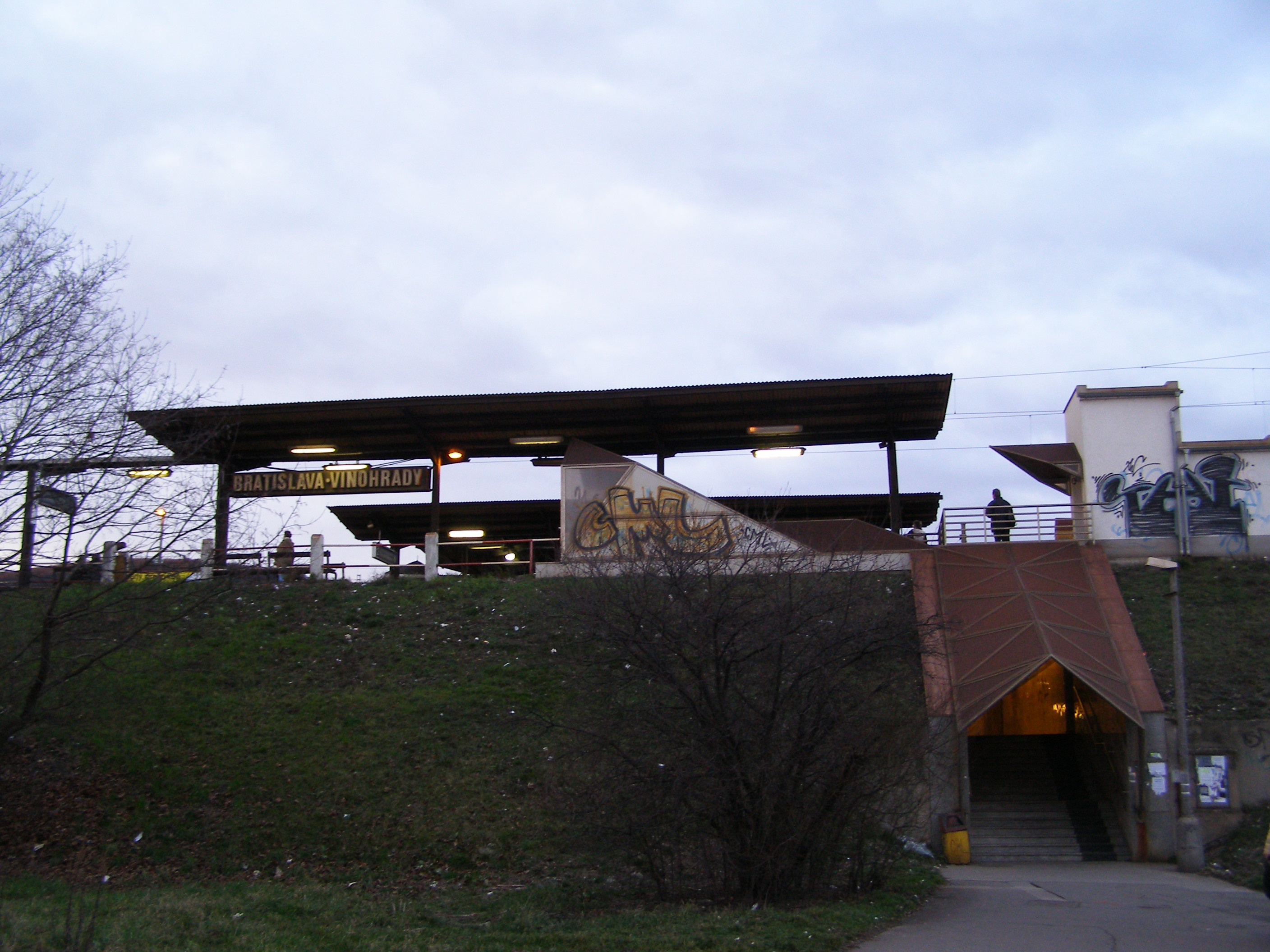
Železniční zastávka Bratislava-Vinohrady

Vinohrady jsou místní část a také katastrální území v Bratislavském Novém Městě. Leží v severních partiích města. Postupně (od severu ve směru chodu hodinových ručiček) sousedí se Záhorskou Bystricou, Račou, Novým Městem, Starým Městem a Lamačem. Prochází tudy silnice II/502 a je tu železniční zastávka Bratislava-Vinohrady.
V katastrálním území Vinohrady leží přírodní památka Rösslerův lom.